# Bogáthi Fazekas Miklós
Bogáti Fazekas Miklós (névváltozat: Bogáthi) (Torda, 1548. december 4. – Kolozsvár, 1592 vagy 1598 körül.) unitárius lelkész, költő, tanár.

## Élete
1576-ban Tordán volt tanító. 1579-ben Szolnok-Doboka vármegyébe vonult vissza a Dávid Ferenc ellen elhúzódott peres ügyek elől. Később Gerenden tartózkodott, 1582-ben itt fejezte be egyik művét. Az üldözések miatt ugyanebben az évben elhagyta Erdélyt, és török hódoltsági területre, Pécsre menekült. Itt valószínűleg a pécsi iskolának egyházi életre készülő növendékeit oktatta; ezek és paptársai számára irta több munkáját. Utóbb kibékült az erdélyiekkel, 1584-ben ismét Tordán volt. 1585-től udvari lelkipásztorként működött Homoródszentpálon, később Kolozsvárott volt lelkész, ahol 1591-ben két művét is sajtó alá adta.
Uzoni Fosztó István följegyzése szerint itt 1592-ben meghalt. Utolsó ismert munkáját azonban 1598-ben adta ki Kolozsvárott. Ez működésének utolsó jele. Halálának idejére és helyére vonatkozóan nincs biztos adatunk.

## Kétségek személye körül
Bogáthi Fazekas Miklósnak nemcsak életével és halálával, hanem személyével kapcsolatban is volt bizonytalanság. Toldy Ferenc még két Bogáthi Fazekas Miklósról írt: a históriás énekek szerzőjéről és a zsoltárfordítóról. A 19. század végén megjelent Képes magyar irodalomtörténet szerint a zsoltárokat az ifjabb Bogáthi Fazekas Miklós fordította 1604-ben.
Az 1967–1969 között publikált Magyar életrajzi lexikon és a későbbi, online változat is két Bogátiról (vagy Bogáthiról) tud. Az 1970. évi Irodalomtörténeti Közlöny recenziója szerint: „Az Irodalmi Lexikon egy, az Életrajzi Lexikon két Bogátiról beszél. … Még nem tisztázott, valóban két Bogáti Fazekas Miklósunk volt-e, milyen életadatok és művek tartoznak az egyikhez, milyenek a másikhoz…”
Az Új magyar irodalmi lexikonnak (1994) és az Új magyar életrajzi lexikonnak (2001) is azonban már csak egy Bogáti Fazekas Miklósról van szócikke.
Három jeles hadnagyoknak... című művét Szabó Károly először Fejes Miklósnak tulajdonította, de amikor az egyetlen példányban fennmaradt mű a bécsi Theresianumból Budapestre került, 1880-ban javította tévedését. Szinnyei József azonban Szabó Károly alapján még Fejes Miklós címszó alatt hozza.

## Munkássága
Hosszabb verses munkáinak többsége világi tárgyú história, melyek nyomtatásban is megjelentek; közülük ötöt ókori szerzőktől vett át, többnyire görög eredetiből fordította. Három vallásos tárgyú verses munkája – az Énekek énekének átköltése (1584), a Jób könyvének parafrázisa (1586) és az 1580-as években készített teljes magyar nyelvű psalterium – kéziratban maradt.
A teljes zsoltárkönyvet elsőként Bogáti Fazekas Miklós ültette át verses alakban magyarra. Feltehetően valamilyen latin forrásból dolgozott, hiszen héberül nem tudott. Az eredeti szöveg zsidó szelleméhez jobban ragaszkodott, mint kortársai, ezért a szombatosok is elfogadták ótestamentumi hangulatú fordítását.
Görög és latin szerzők nyomán megírta több nevezetes ókori asszony esetét, Aspasia házasságának históriáját, Demeter makedon király életét, továbbá Nagy Sándor, Hannibal és Scipio hadvezéri vetélkedésének történetét. Főként Lukianosz és Plutarkhosz munkáit kedvelte. A régi magyar írókhoz hasonlóan ő sem nevezte meg, hanem inkább leplezni igyekezett forrásait.

## Művei
- Három jeles főhadnagyoknak, a Nagy Sándornak, Anibálnak és a római Scipiónak a boldogságnak helyén a fő helyről való vetélkedések (Kolozsvár, 1576)

A túlvilági bírák a három hadvezér közül Nagy Sándornak adják az első, Scipiónak a második, Hannibalnak a harmadik helyet. Forrása Lukianosz egyik párbeszédes műve, a Halottak dialogusai.
- Szép história az tökéletes asszonyállatokról (Kolozsvár, 1577)

Erkölcsi történetek ókori nőkről. Tizenhárom elbeszélés tizenhárom nőről. 1575-ben Désen írta. Példáival meg akarta mutatni, milyen jó tulajdonságok kívánhatók a tökéletes feleségtől. Forrása Plutarkhosznak a nők erényeiről szóló műve.
- Az ötödik része Mátyás király dolgainak mind haláláig (Kolozsvár, 1577)

Lényegében folytatása és befejezése Görcsöni Ambrus verses krónikájának. Mátyás király utolsó évein kívül II. Ulászló és II. Lajos uralkodásáról is megemlékezik. A szerző Bonfini munkája mellett Heltai Gáspár krónikáját és Brodarics István művét is használta. Tordán írta 1576-ban.
- E világi nagy sok zűrzavarról való ének (Kolozsvár, 1591)

Ebben a verses átdolgozásában is megragadta az alkalmat, hogy bölcselkedjék és moralizáljon. Énekét 1586-ban írta a Székelyföldön. Forrása Lukianosz egyik párbeszédes műve, a Kharon vagy a világlátók.
- Aspasia asszony dolga és a jó erkölcsű asszonyoknak tüköre (Kolozsvár, 1591)

A híres ókori asszony történetét 1587-ben írta a székelyföldi Szentpál községben. Elmondja benne, hogyan lesz Aspasia a perzsa Cyrus neje, majd ennek halála után Artaxerxes felesége. Forrása: Ailianosz görög író.
- A nagy Castriot Györgynek históriája, kit a török Szkender bégnek hívott, ki Hunyadi Jánossal kétfelől vitt a törökre különb-különb csodaszerencsével vitézi dolgainak históriája hat részben (Kolozsvár, 1592)

Az albán hős, Szkender bég históriáját a Marin Barleti-féle népszerű latin életrajz nyomán szedte versbe a szerző. Ezt a krónikás szövegét 1579-ben Tötör helységben, Szolnok-Doboka vármegyében foglalta versbe. Az nagi Szkender beknek kit Castriot Giorgi herczegnek hittak... czudalatos ieles vitezi dolgairol ... (Debrecen, 1587)
- Demeter király históriája. (Kolozsvár, 1598)
  - Csak néhány töredéke maradt fenn. Az első részben Demetriosz haditetteit mondja el (forrása Plutarkhosz), utána Demetriosz leányának szerelmi kalandját (forrása Lukianosz).
- Psalterium. Magyar zsoltár / Kit az üdőkbeli históriák értelme szerént különb-különb magyar ékes nótákra, az Isten gyülekezetinek javára fordított Bogáti Fazakas Miklós; vál., dallamok azonosítása, jegyz. Szabó Géza munkája, szöveggond. Gilicze Gábor, Szabó Géza, utószó Dán Róbert; Magyar Helikon, Budapest, 1979
- Valkai András, Görcsöni Ambrus, Majssai Benedek, Gergei Albert, Huszti Péter énekei, Eurialus és Lucretia históriája, Telamon históriája, Bogáti Fazakas Miklós folytatása Görcsöni Ambrus históriájához. 1567–1577; szerk. Varjas Béla, sajtó alá rend. Horváth Iván et al., Akadémiai, Budapest, 1990 (Régi magyar költők tára)
- Bogáti Fazakas Miklós históriás énekei és bibliai parafrázisai. Énekek éneke, Mózesi diadalversek, Jób könyve, 1575–1598; sajtó alá rend. Ács Pál; Balassi, Budapest, 2018 (Régi magyar költők tára)

Kéziratban: Énekes könyve (Psalterium) Jancsó-codex? 1579-ből való unitarius énekek, melyeket a szombatosok átvettek; Bogáthi-codex az Erdélyi Múzeumban, mely 1608-ban készült: Paraphrasis Libri Job és Szent Dávid Zsoltárénekei; irta Jézus Krisztus historiáját és a Mennyei jelenésekről magyarázatot.
Az 1582–83-ban írt Apokalipszis művében tagadta az Ó- és Újszövetség kapcsolatát.